# Droga Głodu
Droga Głodu (niem. Alte Straße, Hunger Weg) – historyczna nazwa drogi w Karkonoszach i Rudawach Janowickich, w województwie dolnośląskim, prowadząca z Kowar do Kamiennej Góry (według innych źródeł do Ogorzelca) przez Przełęcz Kowarską.

## Przebieg drogi

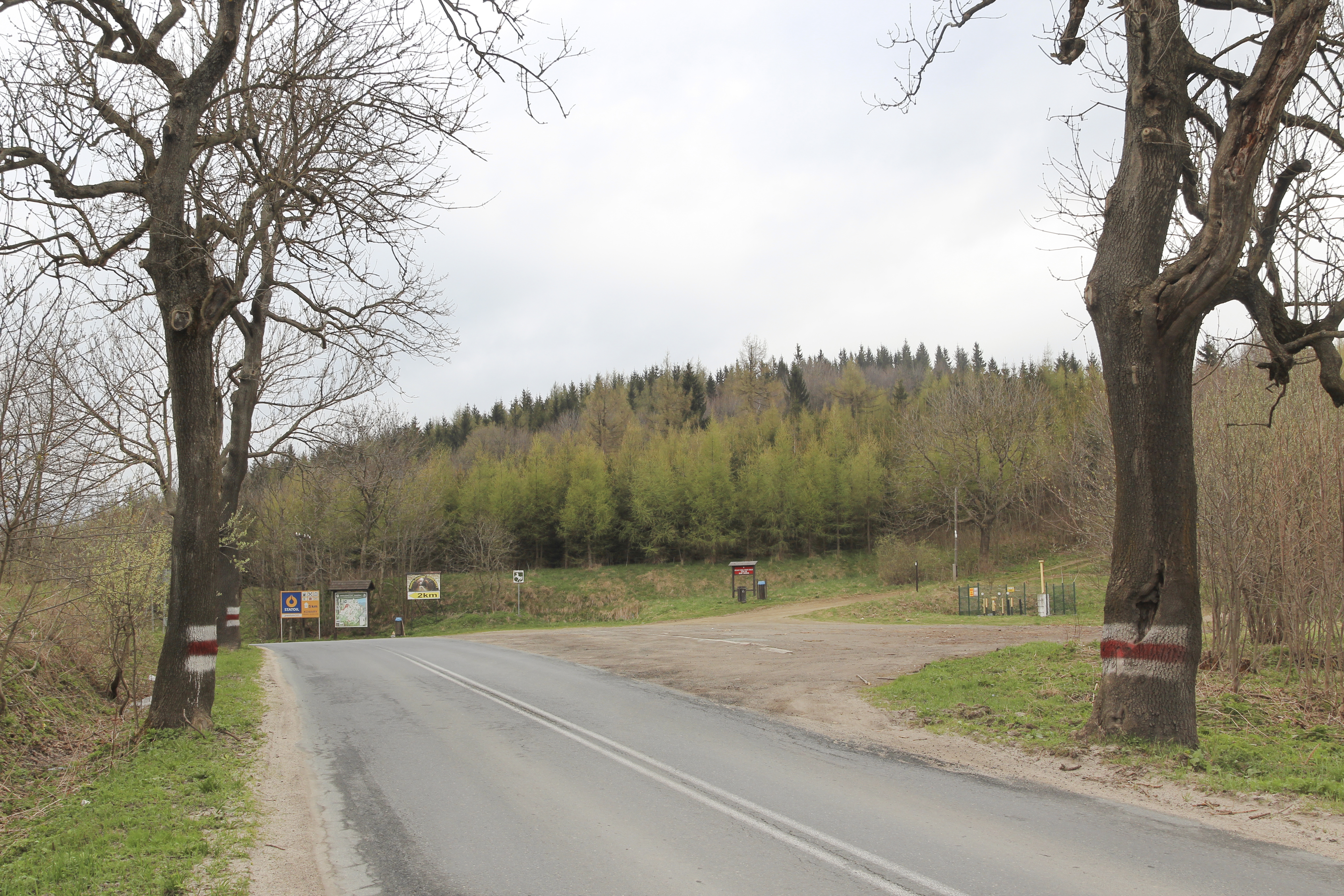
Przełęcz Kowarska

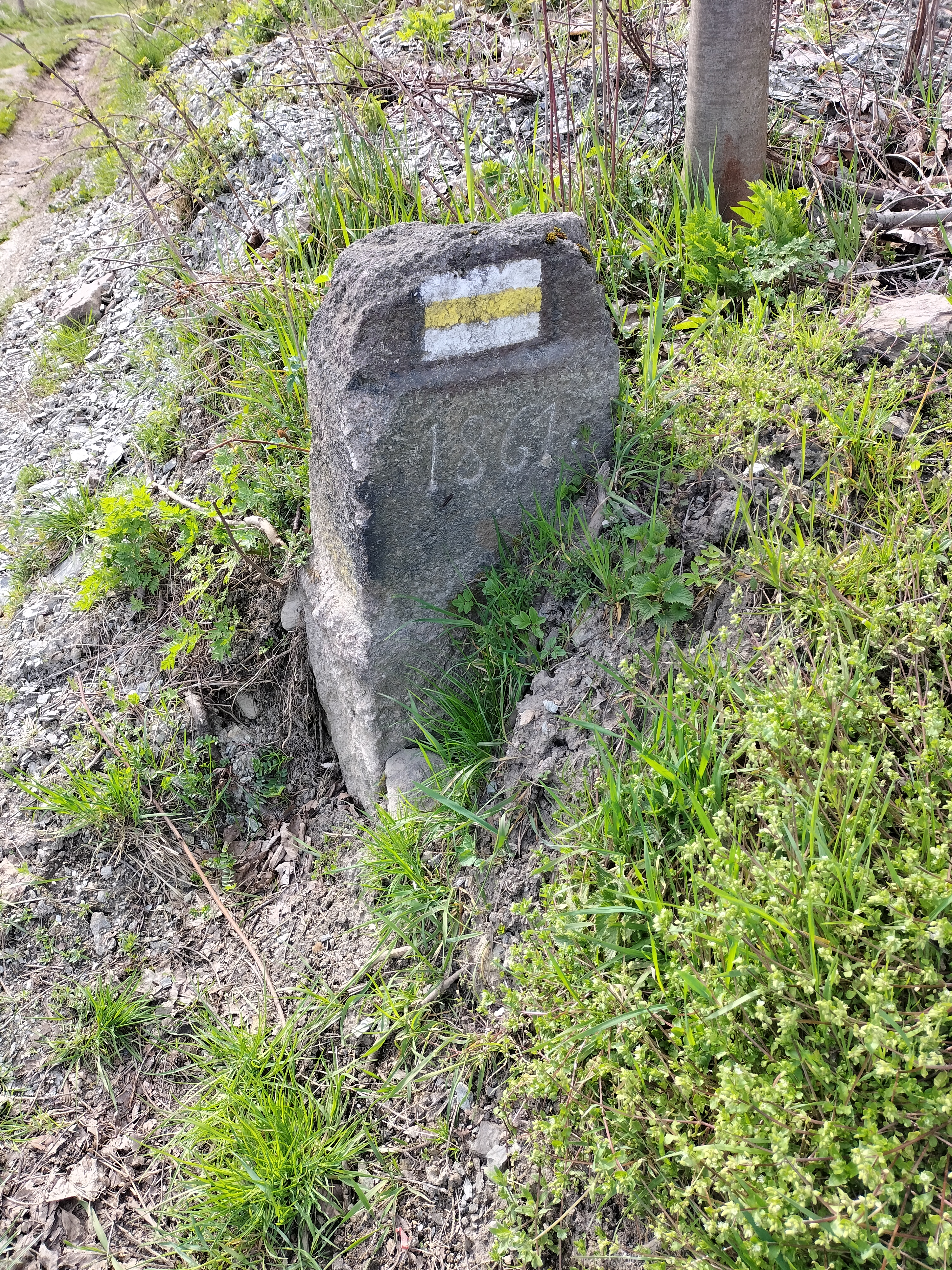
Kamień Głodu wskazujący przebieg trasy

Droga zaczyna się na wysokości około 500 m n.p.m. w Kowarach. W odcinku początkowym z Kowar do Podgórza (dzielnicy Kowar) droga łagodnie pnie się w górę wzdłuż doliny Jedlicy. Następnie prowadzi południowo-zachodnim zboczem Rudnika w kierunku Przełęczy Kowarskiej. Na odcinku tym, wynoszącym około 1100 m, droga pokonuje różnicę wysokości 127 m, następnie przechodzi przez Przełęcz Kowarską i opada w kierunku miejscowości Ogorzelec i dalej przez Szarocin, w kierunku wschodnim prowadzi do Kamiennej Góry. Obecnie odcinek dawnej Drogi Głodu od okolicy kamieniołomu amfibolitów w Ogorzelcu do Kamiennej Góry stanowi droga wojewódzka nr 367.

## Historia drogi
Na początku drugiej połowy XIX wieku lata klęsk nieurodzajów oraz upadek tkactwa spowodowały, że ludność górskich wsi w rejonie Kowar dotknęła klęska braku pożywienia i głodu. Doszło do zamieszek, a po ich wygaśnięciu władze pruskie zainicjowały roboty polegające głównie na remontach i budowie nowych dróg. Były one rodzajem prac publicznych, które miały załagodzić problemy bezrobotnych i głodu. Z powodu dużej liczby chętnych ustalono, że każdy robotnik będzie otrzymywał bochenek chleba i 60 fenigów zapłaty dziennie. Jedną z nich była Droga Głodu, której budowę rozpoczęto w 1855 a ukończono w 1857 roku. W ciągu dwóch lat zbudowano bitą drogę, która swą nazwę zawdzięcza okresowi głodu. Droga Głodu spowodowała zwiększenie znaczenia przełęczy kosztem Starego Traktu Kamiennogórskiego.